# Sterigmatomyces halophilus
Sterigmatomyces halophilus är en svampart som beskrevs av Fell 1966. Sterigmatomyces halophilus ingår i släktet Sterigmatomyces och familjen Agaricostilbaceae.   Inga underarter finns listade i Catalogue of Life.